# Peter Hartman
Peter Frans Hartman (Curaçao, 3 april 1949) is een Nederlands bestuurder en topfunctionaris. Hij is een voormalig president-directeur van de KLM, nam in 2007 plaats in de raad van bestuur van  Air France-KLM en was daarvan tot 2017 vicevoorzitter.

## Carrière bij KLM
Na het behalen van zijn HBS-B-diploma in 1967 studeerde Hartman werktuigbouwkunde aan de Hogere technische school Amsterdam en bedrijfseconomie aan de Erasmus Universiteit Rotterdam. 
In 1973 trad Hartman in dienst bij de KLM als arbeidsanalist van de controllerafdeling bij de Technische Dienst. Hij vervulde vele verschillende functies. In 1989 werd hij hoofd van de Stationsdiensten en anderhalf jaar later hoofd van de Customer Services. In 1994 werd hij hoofd van de afdeling Personeel en Organisatie. Op 1 januari 1996 werd hij hoofd van de Technische Dienst.
Vanaf 6 augustus 1997 maakte Hartman deel uit van de KLM-directie als (COO). In 2007 werd hij president-directeur. In juli 2013 werd hij in deze functie opgevolgd door Camiel Eurlings.
Sinds mei 2007 maakte Hartman ook deel uit van de raad van bestuur van Air France-KLM. Na zijn aftreden uit het KLM-bestuur werd hij daar benoemd tot vicevoorzitter welke rol hij vervulde tot 2017.

## Nevenfuncties
Hartman bekleedde een groot aantal nevenfuncties voortvloeiend uit of gerelateerd aan zijn hoofdfunctie. De belangrijkste daarvan waren voorzitter van de Board of Governors van de IATA, voorzitter van de Association of European Airlines (AEA) en vicevoorzitter ACARE oftewel Advisory Council for Aeronautics Research in Europe (werkgroep Europese Commissie).
Verder is Hartman lid van de raad van commissarissen van onder meer Koninklijke KPN, Constellium, Fokker TechnologiesGroup B.V. en Texel International Airport.
Eerder zat hij in de raad van commissarissen van onder andere Alitalia, Koninklijke Ten Cate NV, Delta Lloyd, RAI, Kenya Airways, Stork, Van Heezik en Transavia. 
Hij zit in de raad van advies van AGT (advanced glass technology) en Connekt.

## Onderscheidingen
- In 2011 werd Hartman onderscheiden in de Orde van de Azteekse Adelaar op de Mexicaanse ambassade in Nederland. Hij kreeg de onderscheiding onder meer voor zijn vertrouwen in de Mexicaanse reiswereld tijdens de varkensgriep, waarvan er in 2009 een uitbraak was in Mexico.
- In 2013 werd Hartman benoemd tot ereburger van Bonaire vanwege zijn positieve invloed op de eilandeconomie.
- In juli 2013 werd hij benoemd tot Commandeur in de Orde van Oranje-Nassau. De bijbehorende versierselen werden hem tijdens zijn afscheidsreceptie van KLM uitgereikt door staatssecretaris Mansveld. Hij ontving de onderscheiding voor zijn grote inzet voor de Nederlandse luchtvaart.
- In september 2013 werd hij benoemd tot Commandeur van het Legioen van Eer op de Franse ambassade in Den Haag vanwege "zijn werk voor Air France-KLM en daarmee voor de economie van Frankrijk in het algemeen".
- In april 2014 werd hij in Washington tijdens het gala van de Netherland-America Foundation onderscheiden met de C. Howard Wilkins award vanwege zijn "uitzonderlijke inzet voor de band tussen Nederland en de Verenigde Staten op zakelijk gebied".
- In april 2017 kreeg hij de Generaal Snijders medaille uit handen van minister Hennis-Plasschaert voor zijn grote bijdrage aan de Nederlandse luchtvaart en de daarmee gemoeid gaande sociale en economische belangen voor Nederland.